# 堀田篤
堀田 篤（ほった あつし、1983年3月9日 - ）は、関西テレビ放送の記者で元アナウンサー。2021年4月1日の時点で、編成局アナウンス部の主任を務めていた。

## 来歴
大阪府高槻市の出身。高槻市立北清水幼稚園、高槻市立北清水小学校、高槻市立第九中学校、大阪府立春日丘高等学校、代々木ゼミナール京都校での一浪の末早稲田大学商学部へ進学。交通経済学を扱う杉山雅洋ゼミナールに所属していた。大学卒業後の2006年に、アナウンサーとして関西テレビへ入社した。同期入社のアナウンサーに、山本悠美子がいる。
関西テレビへの入社後は、平日夕方の報道・情報番組（『FNNスーパーニュースアンカー』→『みんなのニュース 報道ランナー 』→『報道ランナー』）で、スポーツキャスターや中継リポーターを長らく担当。『アンカー』時代に担当していた「スポらば」（スポーツコーナー）では、「ホッチャレ（仮）」というコーナーで、さまざまなスポーツへの体当たり取材を経験した。また、2008年北京オリンピック・2012年ロンドンオリンピックの開催期間中には、関西テレビの取材リポーターとして開催地に派遣された。
その一方で、関西テレビが随時開催する「アナウンサー朗読会」にも随時出演。2009年9月6日開催の「アナウンサー朗読会2009・恋する時間」の演出を手がけたわかぎゑふから「“劇団関テレ”を支える看板スターが必要」と提案されたことを受けて、同年7月には、同僚アナウンサーの吉原功兼・川島壮雄・坂元龍斗と共にイケメンアナウンサーユニット「KT☆BOYS」を結成した。
なお、勤務する関西テレビはテレビ単営局だが、2021年度にはラジオ大阪（関西テレビと同じフジサンケイグループのラジオ単営局）の『カンテら!』（事前収録番組で毎週火・水曜日の未明に放送）のパーソナリティ陣にも名を連ねていた。
2025年にアナウンス室を離れ記者として活動している。

## 人物
少年時代に実家で朝日放送のラジオ番組（『おはようパーソナリティ道上洋三です』など）をよく聴いていた影響で、ラジオパーソナリティを志望。日本語アナウンスの基本である共通語が身に付きやすい環境を求めて、大阪府内から早稲田大学に進学した。早稲田大学への愛校心は強く、入学するまでに代々木ゼミナールの京都校へ通いながらの浪人生活をで1年間余儀なくされたが、その間に校歌を一通り覚えたことが受験への励みになったという。
早稲田大学在学中の就職活動では、朝日放送・毎日放送・TBS（いずれも当時はテレビ・ラジオ兼営局）のアナウンサー試験にも挑戦。結局はテレビ単営局の関西テレビへ採用されたが、入社16年目の2021年に、アナウンサー室の企画番組でもある『カンテら!』でラジオパーソナリティへのデビューを果たした。『カンテら!』では、他のアナウンサーに比べて出演の頻度がとりわけ高く、「堀田篤の友達になって下さい」（かねてから交流したかった人物を収録中のスタジオを迎えてのトーク企画）や「堀田篤のほったけない!」といった冠企画が担当回に応じて放送されていた。『カンテら!』は2022年3月で終了したが、ラジオ大阪では同年9月に、『藤川貴央のニュースでござる』（『おはようパーソナリティ』と同じ時間帯の生ワイド番組）で堀田を3日間にわたってパーソナリティ代理に起用した。『カンテら!』のディレクターだった宇佐見健太（ラジオ大阪）が、番組の終了と前後して『ニュースでござる』を立ち上げていたことなどによる。2023年以降も、藤川が休暇を取得するたびにパーソナリティを代行。
身長178cm。血液型はA型。ニックネームはホッチャン、ホッティー、ホッツ、太郎（以上、公式プロフィールにて）、ガイコツ で、2013年10月31日に一般人の女性と結婚した。
好きなテレビ番組は、サスペンスドラマ。スーパー銭湯好き。駅の発車メロディも好きで、大阪環状線や東京の山手線には発車メロディに耳を傾けながら乗るという。
関西テレビアナウンサー室での勤務中に、同室へかかってきた電話を、後輩のアナウンサーよりも早く受けることが習い性になっている。

## 現在の出演番組
- カンテレNEWS（土曜深夜〜日曜早朝の宿直勤務を担当）
- スポーツ中継（春の高校バレーなど）
- LIVEコネクト!（中継リポーター）
- ごきげんライフスタイル よ〜いドン!天気予報を週1程度で担当
- 千原ジュニアの座王（大喜利お題読みを担当）
- 藤川貴央のニュースでござる（ラジオ大阪）
  - 『カンテら!』でゲストに招いたことがある藤川貴央（ラジオ大阪アナウンサー）が休暇を取得するたびに、2022年から以下の放送日でパーソナリティを代行。
    - 2022年：9月5日（月曜日：パーソナリティ代理としてラジオの生ワイド番組を初めて担当）[2]・7日（水曜日）・9日（金曜日）
    - 2023年：9月11日（月曜日） - 15日（金曜日）
    - 2024年：2月26日（月曜日） - 3月1日（金曜日）／9月9日（月曜日） - 13日（金曜日）
    - 2025年：2月3日（月曜日） - 2月7日（金曜日）

## 過去の担当番組
- KTVニュースフラッシュ
- FNNスーパーニュースアンカー
  - 水 - 金曜スポーツキャスター（2008年10月1日 - 2009年3月27日）
  - 全曜日スポーツキャスター（2009年3月30日 - 2012年9月28日）
  - 水曜サブキャスター（2012年10月3日 - 2013年9月25日）
  - 水・金曜サブキャスター（2013年10月2日 - 2015年3月27日）
- みんなのニュース　ワンダー（フィールドキャスター）
- おこしやす!KYOTO
- 劇画カンテーレ 熱いぜ!ホッタ君
- 痛快!エブリデイ
- プチっとく（2011年10月 -）
- ハピくるっ!（月曜・火曜進行、2012年4月2日 -2015年3月24日）
- 大阪国際女子マラソン
- 報道ランナー （金曜中継リポーター、2017年3月31日 - 2019年3月29日）
- 報道ランナープラス （土曜日担当）
- 2時45分からはスローでイージーなルーティーンで→1時50分からはスローでイージーなルーティーンで（ニュースキャスター）
  - 『2時45分 - 』時代（2021年3月 - 2023年3月）には水 -  金曜日、『1時50分 - 』時代（2023年4月 - 9月）には月･火･木曜日を担当。他のフジテレビ系列局の一部でもフルネットで放送していた『1時50分 - 』では、関西テレビの放送対象地域内からの生中継を金曜日で実施する場合に、リポーターとして生中継に同行している。
- あしたの、喜多善男〜世界一不運な男の、奇跡の11日間〜
- 3000人の吹奏楽（司会）
- カンテら!（ラジオ大阪の事前収録番組）